# Campeonato Paulista de Futebol Feminino de 1984
O Campeonato Paulista de Futebol Feminino de 1984 foi a 1.ª edição deste campeonato. A equipe do Juventus foi a campeã do torneio ao bater o Transvira na final.

## Premiação
| Campeonato Paulista de Futebol Feminino de 1984 |
| ----------------------------------------------- |
| Juventus Campeão (1° título)                    |